# 內森山
73°25′S 164°24′E / 73.417°S 164.400°E
內森山是南極洲的山峰，位於維多利亞地的博克格雷溫克海岸，屬於南十字山脈的一部分，是阿羅黑德山脈的東部，由新西蘭的採險隊以隨隊的地質學家命名。